# Saint-Nazaire (Quebec)
Saint-Nazaire es un municipio canadiense situado en la provincia de Quebec.

## Superficie
Saint-Nazaire tiene una superficie de 144,76 km².

## Demografía
En 2021, tenía 2029 habitantes, una densidad poblacional de 14 hab./km², y 869 viviendas.